# 神坂四郎の犯罪
『神坂四郎の犯罪』（かみさかしろうのはんざい）は、石川達三の中編小説。1948年11月号 - 1949年2月号にかけて『新潮』で連載され、1949年（昭和24年）2月に新潮社より単行本として刊行された。のち1958年（昭和33年）8月に、『風雪』・『自由詩人』と併せて新潮文庫として刊行され、1957年（昭和32年）11月の『石川達三作品集』第11巻にも収録されている。

## 概要
梅原千代という女性と情死事件を起こし、自分だけ生き残った綜合雑誌編集長の神坂四郎が自殺幇助罪に問われ、6人の陳述者が異なった証言をし、その証言のずれた部分において新しい事実が少しずつ暴露され、すべての人間が何らかの形で傷をもつことが見えてきて、結局人間の真実を外から覗うことはほとんど不可能だという観念に到達する知的な、一種のユーモア小説である。
作者は「作中人物」という随想集に以下のように記している。
一人一人の証人の陳述の相違により、次第に神坂の様々な面が暴かれてゆき、同時に証人らの人間性も明らかになってゆくという、「人間というものの奇怪さを暗示した」異色の作品である。

## 登場人物
神坂四郎
三景書房の雑誌、「東西文化」の編集長。業務上横領と、梅原千代の自殺幇助の罪で疑われている。女誑しのところがある。
神坂雅子
神坂の妻。神坂との間に二人の子供を儲けている。今村から迫られ、関係したことがあるらしい。
今村徹雄
神坂とは腐れ縁のような関係の文芸評論家で、神坂の日本文化から、三景書房への転職を支援しており、神坂とは始終飮み歩き、神坂が今村宅に泊まり込むような関係である。
今村夫人
肺病にかかっており、永くないと言われている。夫と関係している梅原千代に嫉妬している。
永井さち子
三景書房の社員で、「東西文化」の編集員。三景書房の社長の親族。戦争で恋人をなくしているらしい。神坂に好意を持つが、彼が妻帯者と知り、態度を変えている。原稿紛失事件で神坂から激怒されている。
大森
三景書房の社員で、「東西文化」の編集員。永井の同僚で好意を持っている。
三景書房の社長
神坂の編集者としての手腕を高く評価し、広告料の2割を自由にして良いという権限を神坂に与える。永井の件で神坂を疑い、業務上横領の疑いを向けるようになる。
戸川智子
歌謡歌手。神坂の4歳年長。神坂とは彼が南満洲鉄道株式会社に勤務している時からの縁であったが、終戦後に仕事を斡旋してくれたことで、神坂と半同棲状態になる。甘粕正彦からダイヤを貰っており、大切にしている。
梅原千代（岸本八重子）
今村徹雄の秘書あるいは助手。25歳位。北海道の大農場主の娘で、今村夫人の遠縁にあたるらしい。本名は岸本の方で、梅原は神坂がつけた偽名。今村と不義の関係にあり、夫人からの嫉妬と自身の肺病から、今村宅を後にし、神坂の斡旋したアパートに入居した、ということに表向きはなっている。精神病的傾向があり、妄想を真実と思い込むところがある、と神坂は語っている。父から貰ったダイヤを本物と思い込み、高値で売り、療養所へはいることを望んでいた。

## あらすじ
三景書房の編集長神坂四郎は、勤務先における業務上横領が発覚するや、これを糊塗するためかねて関係のあった被害者梅原千代のダイヤの指環に眼をつけ、詐取する手段として被害者の厭世感を利用し、偽装心中を図ったという。証人として出廷を求められた今村徹雄、永井さち子、神坂雅子、戸川智子の四人は各人各様の証言をする。そして、梅原千代の手記が公開され、最後に神坂自身の陳述が語られる。

## 解説
- 久保田正文は、この作品はきわだって鮮やかな構成をしていると述べ、神坂四郎自身はとりたてて特殊な性格、問題的な人間ではなく、その犯罪というのも、戦後の出版社ではさらにあったことに過ぎないし、自殺幇助はさらに単純なものに過ぎないと評している。そのため、この作品は犯罪のスリルなり、人間の性格の面白さで作品の興味をひくものではない。そのひとひとによって、抽象的な人物・性格についての見方の解釈が違うだけではなく、具体的事件の解釈も、まったく食い違ってゆき、客観的な真実はまったくつかみどころがなく錯乱してゆく。ひとりずつの陳述の展開により、神坂とその犯罪の輪廓がぼやけるばかりではなく、とりまくほかの人物たちすべてが、互いに相手を曝露し合いながら、万華鏡のように複雑な人間の側面を露わにしている。確実と見えていた存在が不安定に崩れてゆき、客観的な真実が変貌して見えてくる視角が発見され、その驚きの新鮮さに作品の価値がかかっており、そのためにも作品の構成こそがどこまでも鮮やかな正確さを保持する必要があり、知的で精巧な細工によって、アラベスクのような技巧的な美しさを作ってゆく系統の作品に属するものである[3]。
- この作品の構成に関係して芥川龍之介の『藪の中』が比較されるが、前者のはじめの4つの物語は、事件の直接の関係者ではない人物の陳述であるのに対して、『神坂四郎の犯罪』は、すべてが事件の直接の関係者・被害者の陳述となっている点で、主題がより集中的・自己完結的に追求されうる条件を備えている。さらに、『藪の中』は男の死因について、他人を罪に陥れるために陳述するのではなく、自分こそその責任をとるべきだと主張しており、作品のモチーフが内面的に倫理的な色彩を帯びている。しかし、『神坂四郎の犯罪』においては、事件の原因・理由。責任を関係者たちが互いにほかへ押しつけ合う形に設定されており、より現代的に論理的な色彩を帯びている、という違いがある[3]。

## 出版
- 『神坂四郎の犯罪』新潮社1949年2月
- 『石川達三作品集第十一巻』新潮社 1957年11月
- 『神坂四郎の犯罪』新潮文庫 1958年8月
- 『幸福の限界　泥にまみれて　石川達三作品集第五巻』新潮社 1972年2月

## 映画
1956年2月25日公開。製作は日活。映画のタイトルは『神阪四郎の犯罪』。

### スタッフ
- 監督 = 久松静児
- 原作 = 石川達三
- 製作 = 岩井金男
- 脚色 = 高岩肇
- 撮影 = 姫田真佐久
- 音楽 = 伊福部昭
- 美術 = 木村威夫
- 録音 = 八木多木之助
- 照明 = 岩木保夫

### キャスト
- 神阪四郎：森繁久弥
- 神阪雅子：新珠三千代
- 神阪明：二木まこと
- 梅原千代：左幸子
- 戸川智子：轟夕起子
- 永井さち子：高田敏江
- 今村徹雄：滝沢修
- 今村夫人：広岡三栄子
- 三景書房社長：清水将夫
- 裁判長：深見泰三
- 検事：金子信雄
- 弁護人：宮坂将嘉
- 堀田（新聞記者）：宍戸錠
- 堀田の同僚：杉幸彦
- 刑事：伊達信
- 山岸：下絛正巳
- 夏子（女給）：渡規子
- ミキ（女給）：藤代鮎子
- 雅子の友達：新井麗子

### 作品の評価
- 桂千穂は、初見で驚愕したといい、日本で初めての法廷裁判物で、本当に恐ろしい映画だと評している。証人達がお互いのスキャンダルを暴くたびに、傍聽席にいた人物たちは苦々しい顔をし、それは隠匿していたことを曝されたためなのか、事実無根のことを公衆の面前で言われ、怒りを露わにしているのか、表情からでは判断できない、人間は保身のためならばいざとなったら、エゴを丸出しにするものだということだけが理解できることであり、それぞれの回想の中で5種類の人格を使い分ける森繁久弥の演技、当時10代だった左幸子の文学少女と女の性まるだしの妖艷な女の演じ分けを評価している。ラストの森繁の演説はチャップリンの『殺人狂時代』に通じる迫力があり、子役と雪が巧みに使われ、新聞記者の「結局みんな嘘をついているんだ」と話す切ない終わり方が作品の重みを伝えているという[4]。